# Gottsundamodellen
Gottsundamodellen är namnet det på det arbetssätt som socialtjänsten i Uppsala har tillämpat sedan 1980-talet. Arbetssättet är uppkallat efter stadsdelen Gottsunda då den togs fram för att få bukt med de då allt mer tilltagande sociala problemen i stadsdelen. 
Gottsundamodellen går i korthet ut på socialtjänstens verksamhet delas upp i flera olika arbetsgrupper, enheter, anpassade efter målgrupper av personer som söker stöd från socialtjänsten. Dessa brukar i regel bestå av en mottagnings- och utredningsgrupp för korta och tillfälliga ärenden där hjälpbehovet bedöms vara kortvarigt, en rehabiliteringsenhet för ärenden där hjälpbehovet bedöms vara mer långvarigt samt en arbetsgrupp för arbetssökande personer.
Syftet med modellen är att effektivisera socialtjänstens arbete och att de som jobbar i de olika arbetsgrupperna ska vara mer specialiserade och mer kunniga på just sitt område. Därmed är tanken att personer som av olika skäl söker hjälp hos socialtjänsten ska få rätt hjälp direkt utan att riskera att av drabbas av långa väntetider elker skickas runt mellan olika instanser. Detta ska också uppmuntra personer som är i behov av hjälp och stöd från socialtjänsten att vilja vända sig till denna.
Arbetssättet blev en stor framgång och tillämpas idag inom socialtjänsten i många svenska kommuner, i synnerhet inom försörjningsstöd samt inom individ- och familjeomsorg.